# Rodin TV
Rodin TV – polski interaktywny, poradnikowy kanał telewizyjny o zasięgu ogólnopolskim działająca w latach 2011–2013. Rodin TV była telewizją o modelu hybrydowym – łącząca w sobie lifestyle z elementami ezoteryki. Programy poświęcone były m.in. medycynie, zdrowiu, urodzie, finansom, pracy, edukacji oraz kulinariom.

## Historia
Telewizja Rodin TV powstała w 2011 roku, nadawała całą dobę. Od września 2012 nastąpiła zmiana profilu z ezoterycznego na lifestyle z elementami ezoteryki. Od listopada 2012 Rodin TV można było także oglądać w Internecie poprzez live streaming. Rodin TV był kanałem FTA, dostępnym na platformach cyfrowych w sieciach telewizji kablowych w Polsce oraz poza granicami kraju. Nadawał również z satelity Hot Bird. 22 lipca 2013 roku stacja zakończyła nadawanie ze względu na problemy finansowe.

## Programy Rodin TV

### Life style i poradniki
- Programy poradnikowe
  - Kraina dziecka – Program poradnikowy poświęcony metodom wychowywania dzieci.
  - Porady zielarki – Program poświęcony ziołolecznictwu, zdrowiu i urodzie. Widzowie odnajdą w nim porady dotyczące alternatywnych form leczenia.
  - Dobra robota! – Program, dzięki któremu widzowie dowiedzą się jak napisać dobre CV, rozmawiać z potencjalnym pracodawcą i ubiegać się o podwyżkę.
  - Zmysł smaku – Program poradnikowy poświęcony kulinariom – przepisy na smaczne dania. W każdym odcinku widzowie poznają kuchnie świata.
  - Fit Planeta – Program sportowy dla kobiet, pokazujący różne rodzaje gimnastyki odchudzającej.
  - Jesteś u siebie – Program pełen inspiracji dotyczących domu, mieszkania i ogrodu. Rozmowy z ekspertami, pomysły aranżacji wnętrz i ciekawe elementy wystroju.
  - Sekrety buduaru – Program dla każdej kobiety, w którym prowadzące wraz z zaproszonymi gośćmi poruszają tematy związane z modą, urodą i stylem.
- Programy śniadaniowe
  - Drugie śniadanie przy kawie – interesujące rozmowy z ciekawymi gośćmi, spotkania z gwiazdami i celebrytami, porady dotyczące m.in. zdrowia, mody, urody, biznesu, prognozę pogody, przegląd prasy, ciekawostki z różnych dziedzin życia.
- Programy sportowe
  - W sportowym tonie – Program z największą dawką najbardziej aktualnych sportowych informacji, dyskusji, oraz rozmów z ciekawymi gośćmi.
- Programy kulturalne
  - Wagon Kulturalny – Omówienie wszystkiego co najciekawsze w filmie, teatrze, oraz muzyce.
- Programy life style
  - Mam marzenia – Program w którym prezentujemy gości, którzy ciężką pracą, uporem i pasją spełnili marzenia swoje i innych.

### Ezoteryka
- W objęciach wróżki – Interaktywne spotkanie z najlepszymi w Polsce specjalistami z różnych dziedzin ezoteryki, podczas którego widzowie zadają pytania dotyczące przyszłości.
- Magia i życie – Czym jest magia, jak wpływa na świat? Jak działają amulety, talizmany, rytuały i zaklęcia? Na te pytania odpowiadają zaproszeni do programu goście: eksperci z różnych dziedzin ezoteryki, a także osoby, dla których magia jest częścią życia.
- Widoczne niewidoczne – Autorski program Jana Suligi, etnografa, antropologa kultury, terapeuty i tarocisty.
- Życie z innej perspektywy – Autorski program Elżbiety Nowalskiej, osoby, która jest odbiorcą przekazów z innych wymiarów.
- Spotkanie z gwiazdami – Autorski program jednego z najlepszych astrologów w Polsce, który przybliża widzom tajniki nauki o gwiazdach.
- Metafizyczne Chiny – Autorski program Jaka Kryga traktujący o feng shui, tai chi, czytaniu z twarzy.